# Kleemühle
Die Kleemühle ist eine ehemalige Mehlmühle in der Ortschaft Wollmannsberg in der Gemeinde Altenfelden (Bezirk Rohrbach, Oberösterreich). Der Bestand der Mühle ist seit dem Ende des 14. Jahrhunderts belegt und wird heute als Sägewerk geführt.

## Lage
Die Kleemühle liegt im Tal der Kleinen Mühl an der Obermühler Landesstraße südwestlich des Dorfkerns von Wollmannsberg. Östlich befindet sich die Ortschaft Mairhof, südlich die Ortschaften Weigert und Graben, westlich der Ort Obernort (beide Gemeinde Lembach im Mühlkreis) und nördlich der Ort Doppl.

## Geschichte
Die Existenz der Kleemühle ist seit dem Ende des 14. Jahrhunderts belegt, wobei sie erstmals 1397 im Tannberger Urbar urkundlich erwähnt wurde. Sie musste zur damaligen Zeit einen Gelddienst an den Pfarrhof Kirchberg leisten und war auch zum Holz-Robot verpflichtet, wobei die jährlichen Abgaben aus der Tannberger Meßstiftung und Beneficienstiftung an den Pfarrer zu Kirchberg resultieren. Die Kleemühle unterstand der Grundherrschaft Pürnstein-Kirchberg II und bestand aus einer Mehlmühle sowie einem Sägewerk. 1886 kaufte Johann Wöß, Wirt in Altenfelden den Betrieb, der sich seitdem in Familienbesitz befindet. Der Brotbackbetrieb musste 1944 eingestellt werden. Zu einem lohnte sich der Betrieb nicht mehr, zudem waren von den vier Söhnen bereits zwei gefallen und einer eingerückt, sodass keine Arbeitskräfte mehr vorhanden waren. Der Mühlbetrieb wurde in der Folge 1956 eingestellt. Der Mühlentrakt, der sich nordöstlich des Wohntraktes befand, wurde im Jahr 1988 abgerissen.

## Sägewerk
Das alte Sägewerk der Kleemühle befand sich ursprünglich neben der Straße, südlich an den Wohntrakt anschließend. Die Säge wurde bis 1958 durch ein Wasserrad angetrieben, danach folgte die Umstellung des Sägewerks auf Turbinenantrieb sowie die Umstellung auf ein Vollgatter. Zudem wurde die Säge an den heutigen Standort, nördlich des Wohnhauses verlegt. Weitere Modernisierungsschritte waren die Errichtung eines Hobelwerks im Jahr 1967 sowie die Umstellung auf ein Esterer-Vollgatter im Jahr 1985.